# Synaphaeta
Synaphaeta is een kevergeslacht uit de familie van de boktorren (Cerambycidae). De wetenschappelijke naam van het geslacht werd voor het eerst geldig gepubliceerd in 1864 door Thomson.

## Soorten
Synaphaeta is monotypisch en omvat slechts de volgende soort:
- Synaphaeta guexi (LeConte, 1852)